# 2079 Jacchia
2079 Jacchia eller 1976 DB är en asteroid i huvudbältet som upptäcktes den 23 februari 1976 av Harvard College Observatory. Den är uppkallad efter astronomen Luigi Jacchia.
Asteroiden har en diameter på ungefär 8 kilometer och den tillhör asteroidgruppen Eunomia.